# Ségrégation figure-fond
Pour un article plus général, voir Perception figure-fond.
La perception figure fond est une illusion d'optique et un principe gestaltiste selon lequel nous faisons une distinction entre la figure, qui se détache et qui possède un contour défini, et le fond moins distinct.

## Définition

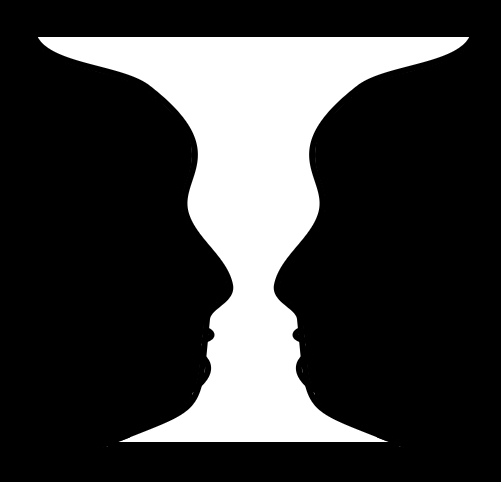
Une reproduction du vase d'Edgar Rubin.

La perception figure-fond est la capacité à reconnaître des objets ou des formes en discriminant le premier plan de l’arrière-plan d’un champ visuel complexe. « C’est l’habileté à séparer les données essentielles des informations superflues » afin de reconnaître des objets partiellement cachés. « Par exemple, chez un enfant, cette habileté lui permet de retrouver son jouet préféré dans une boîte de jouets encombrée ».
La perception figure-fond se construit premièrement par la rétine des deux yeux qui reçoivent des images en deux dimensions (2D). Cette information est ensuite traitée dans le lobe temporal du cerveau afin de convertir cette image 2D en trois dimensions (3D). Cette conversion est possible par l’analyse perceptuelle que fait le cerveau de la forme, taille, lumière, profondeur, couleur ainsi que du mouvement. « Les informations sensorielles sur la texture, la direction des lignes et les bords » contribuent également à percevoir la distinction entre la figure et le fond. C’est donc au travers de ce traitement cognitif qu’il est possible de séparer les formes du fond. La plus célèbre illusion visuelle de cette habileté est le dessin du vase d'Edgar Rubin qui nous permet d’observer soit un vase, soit deux visages, selon ce qui est perçu comme arrière ou avant plan . La perception figure-fond est une sous-composante de la perception de l’objet découlant de la discrimination visuelle qui fait elle-même partie des fonctions visuo-cognitives " . Selon le schème de référence de l’analyse visuelle, l’intégration des habiletés supérieures telle que la perception figure-fond repose sur des capacités visuelles primaires (contrôle oculomoteur, champ visuel, acuité visuelle) et l’intégration d’habiletés de niveau inférieur (i.e : attention visuelle, mémoire visuelle). « En outre, le processus perceptivo-visuel s’acquiert et s’améliore avec le développement, l’expérience et la pratique, ainsi qu’avec la stimulation provenant de l’environnement ».
Pour les enfants, la période critique pour l’habileté figure-fond se situerait entre les âges de 3 et 5 ans ; la fonction atteint un développement complet entre 6 et 7 ans. Considérant que l’ensemble de notre monde visuel est constitué de chevauchement de matières, un désordre au niveau de l’habileté de perception figure-fond occasionne des répercussions dans la réalisation d’activités de la vie quotidienne. En effet, une personne présentant une atteinte de cette habileté éprouvera des difficultés à trouver des objets qui ne sont pas clairement distincts de l’arrière-plan (i.e : un aliment dans le réfrigérateur, un chandail dans un tiroir encombré, etc.). L’intervention en ergothérapie peut offrir des stratégies visant à agir sur les capacités et l’adaptation de l’environnement ou de la tâche afin d’accroître l’engagement de l’enfant ou de l’adulte dans ses activités significatives ",